# Port lotniczy Silibabi
Port lotniczy Silibabi (IATA: SEY, ICAO: GQNS) – port lotniczy położony w Silibabi, w Mauretanii.